# För sin kärleks skull
För sin kärleks skull är en svensk dramafilm från 1914 i regi av Mauritz Stiller. 

## Om filmen
Filmen premiärvisades 6 februari 1914 vid Verdensspeile i Kristiania Norge. Filmen spelades in vid Svenska Biografteaterns ateljé på Lidingö med exteriörer från olika gator i Lärkstaden på Östermalm och Bank AB Södra Sveriges lokal på Arsenalsgatan i Stockholm av Hugo Edlund och Julius Jaenzon.

## Rollista (i urval)
- Victor Sjöström – Borgen, kontorist
- Lili Bech – Rosa Falck, kassörska
- Egil Eide – Franz von Bierman, fondmäklare
- Alfred Lundberg – Ernst Waller, direktör
- Lilly Jacobsson – maskinskriverska på fondmäklarens kontor
- Richard Lund – biträde på fondmäklarens kontor
- Karin Alexandersson – fånge i kvinnofängelset
- Eric Lindholm – biträde på fondmäklarens kontor
- Agda Helin – biträde på fondmäklarens kontor
- William Larsson – biträde på fondmäklarens kontor
- Axel Janse – fångvaktare
- Emmy Albiin – städerska/fånge i kvinnofängelset